# Granadilla, Mexiko
Granadilla är en ort i Mexiko.   Den ligger i kommunen Chicontepec och delstaten Veracruz, i den sydöstra delen av landet, 220 km nordost om huvudstaden Mexico City. Granadilla ligger 156 meter över havet och antalet invånare är 200.
Terrängen runt Granadilla är platt. Runt Granadilla är det ganska tätbefolkat, med 83 invånare per kvadratkilometer. Närmaste större samhälle är Ixcatepec, 13,4 km nordost om Granadilla. Trakten runt Granadilla består till största delen av jordbruksmark.